# 江波 (1970年)
江波（1970年5月—），男，汉族，中华人民共和国政治人物，在职研究生学历，1992年7月参加工作。曾在2008年至2018年间担任河北省省长助理、省金融工作办公室主任（胡春华（2008年至2009年）、陈全国（2009年至2011年）、张庆伟（2011年至2017年）、许勤（2017年至2018年））。有媒体称，江波为原中共中央政治局常委、中纪委书记吴官正之子吴汉华，曾担任北京证监局副局长，江西证监局党委书记、局长，证监会宣传部部长。
2018年10月，江波续任改制过后的河北省地方金融监督管理局局长、党组书记。2022年9月，任河北省民政厅厅长。